# Parc de la Muntanyeta
El Parc de la Muntanyeta és en un petit turó que ocupa una posició central a la vila de Sant Boi de Llobregat fins al punt que confronta amb cinc dels sis barris del municipi. Està coronat per la pineda d'en Puig. Fa uns anys era el límit natural de la vil·la però avui en dia ha quedat totalment envoltat per cinc dels sis barris de Sant Boi de Llobregat. Aquesta característica el converteix en el parc central del municipi i els seus ciutadans tenen el privilegi de poder gaudir d'un gran espai verd ben a prop de casa.

## Descripció
La Muntanyeta, el bell mig de Sant Boi a més de ser-ne el seu pulmó verd, inclou també un conjunt d'equipaments com ara la piscina, la Biblioteca Jordi Rubió i Balaguer, el camp de futbol i les escoles. Tot plegat dona resposta a una important demanda ciutadana de cultura i de lleure a l'aire lliure.

## Zones
Es divideix en diverses parts:
- Zona A: La biblioteca i la pineda
- Zona B: El jardí de la deessa
- Zona C: El Llac

## Ubicació
En autobús:
- L70 Sant Boi (J. Rubió i Ors) – Barcelona (Av. Paral·lel / Pl. Espanya)
- L72 Sant Boi (J. Rubió i Ors) – Barcelona (Av. Paral·lel / Pl. Espanya)
- L74 Sant Boi (Pl. Forces Armades) – Cornellà de Llobregat (Av. St. Ildefons)
- L96 Sant Boi (Estació FGC Sant Boi) – Castelldefels (Av. Eucaliptus)
- SB1 Sant Boi (Estació FGC Molí Nou – "Camps Blancs" Av. Aragó)
- SB2 Sant Boi (Estació FGC Sant Boi – "Camps Blancs" Salvador Seguí)

En ferrocarril:
- FGC, estació Sant Boi

En cotxe:
- Per l'autopista C-32, direcció Castelldefels, sortida Sant Boi. Seguir les indicacions cap al centre i en agafar la ronda de Sant Ramon trobarem el parc a mà esquerra.